# オレ語
オレ語は、シナ・チベット語族チベット・ビルマ語派に属する言語である。ブラックマウンテン・メンパ語、ブラックマウンテン・モンパ語、オレカとも呼ばれる。オレカ語と呼ばれることもあるが、ゾンカ語同様に「カ」は「言語」をあらわす。ブータンのトンサ県、ワンデュ・ポダン県のジグメ・シンゲ・ワンチュク国立公園あたりのいくつかの村で話されている。

ブータンの言語分布